# Tadeusz Jasiński
Tadeusz Jasiński (ur. 1926, zm. 21 września 1939 w Grodnie) – jeden z młodocianych obrońców Grodna we wrześniu 1939 r., podczas ataku ZSRR na Polskę. Był jednym spośród co najmniej kilku cywilnych obrońców, schwytanych przez nacierających żołnierzy Armii Czerwonej i przywiązanych do pancerzy nacierających czołgów w charakterze „żywych tarcz”.
Był synem służącej Zofii Jasińskiej, półsierotą, wychowankiem Zakładu Dobroczynności. W czasie sowieckiego ataku rzucił koktajl Mołotowa na nacierający czołg sowiecki, ale zapomniał go zapalić. Schwytany przez Sowietów, został skatowany i przywiązany jako żywa tarcza do czołgu. Odbity przez Polaków, skonał na rękach matki, która zdążyła mu powiedzieć: Tadzik, ciesz się! Polska armia wraca! Ułani z chorągwiami! Śpiewają!!!.   
Prawdopodobnie został pochowany na cmentarzu wojskowym w Grodnie. W 2007 r. powstał symboliczny grób Jasińskiego obok kwatery Wojska Polskiego z 1920 r.

## Upamiętnienie

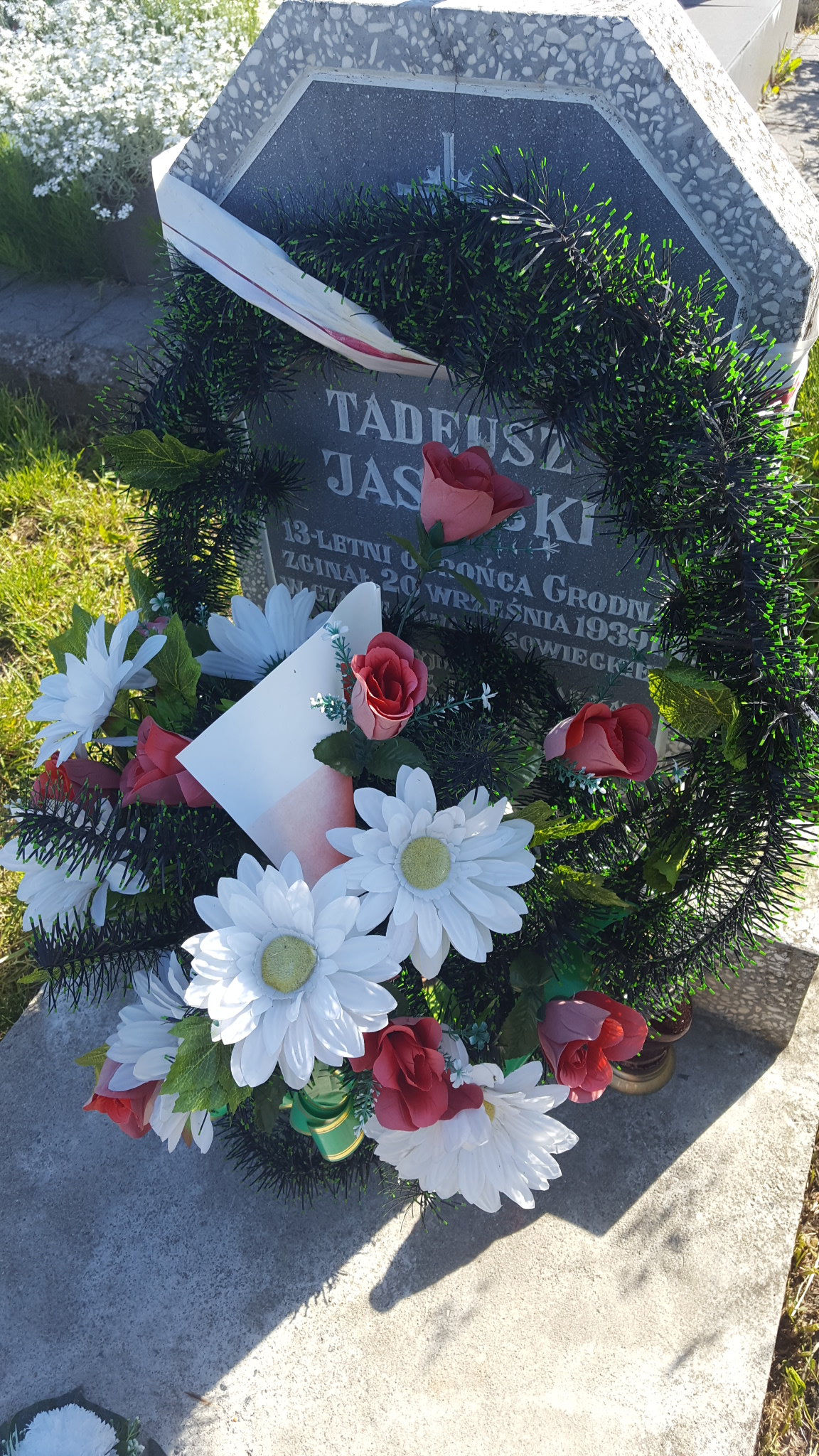
Grób Tadeusza Jasińskiego

W październiku 2006 wrocławska rada miejska zdecydowała uhonorować jego pamięć, nazywając jeden z bulwarów położonych przy miejskiej fosie Bulwarem Tadka Jasińskiego. W 2010 r. jego imię nadano ulicom w Sochaczewie, Kędzierzynie-Koźlu oraz w 2017 r. w Białymstoku ulicy położonej nieopodal ulicy Orląt Grodzieńskich. Uchwałą Rady Miasta Świdnik z dnia 28 października 2010 w sprawie nadania nazwy ulicy w Świdniku, jednej z ulic na terenie miasta nadano nazwę ul. Tadzia Jasińskiego. W 2017 roku imię Tadka Jasińskiego nadano jednej z ulic w Bolesławcu, dotychczasowej ulicy Mariana Buczka. 
Postanowieniem Prezydenta RP Lecha Kaczyńskiego z dnia 14 września 2009, za wybitne zasługi dla niepodległości Rzeczypospolitej Polskiej, za wykazane bohaterstwo podczas obrony Grodna we wrześniu 1939, został pośmiertnie odznaczony Krzyżem Komandorskim Orderu Odrodzenia Polski.

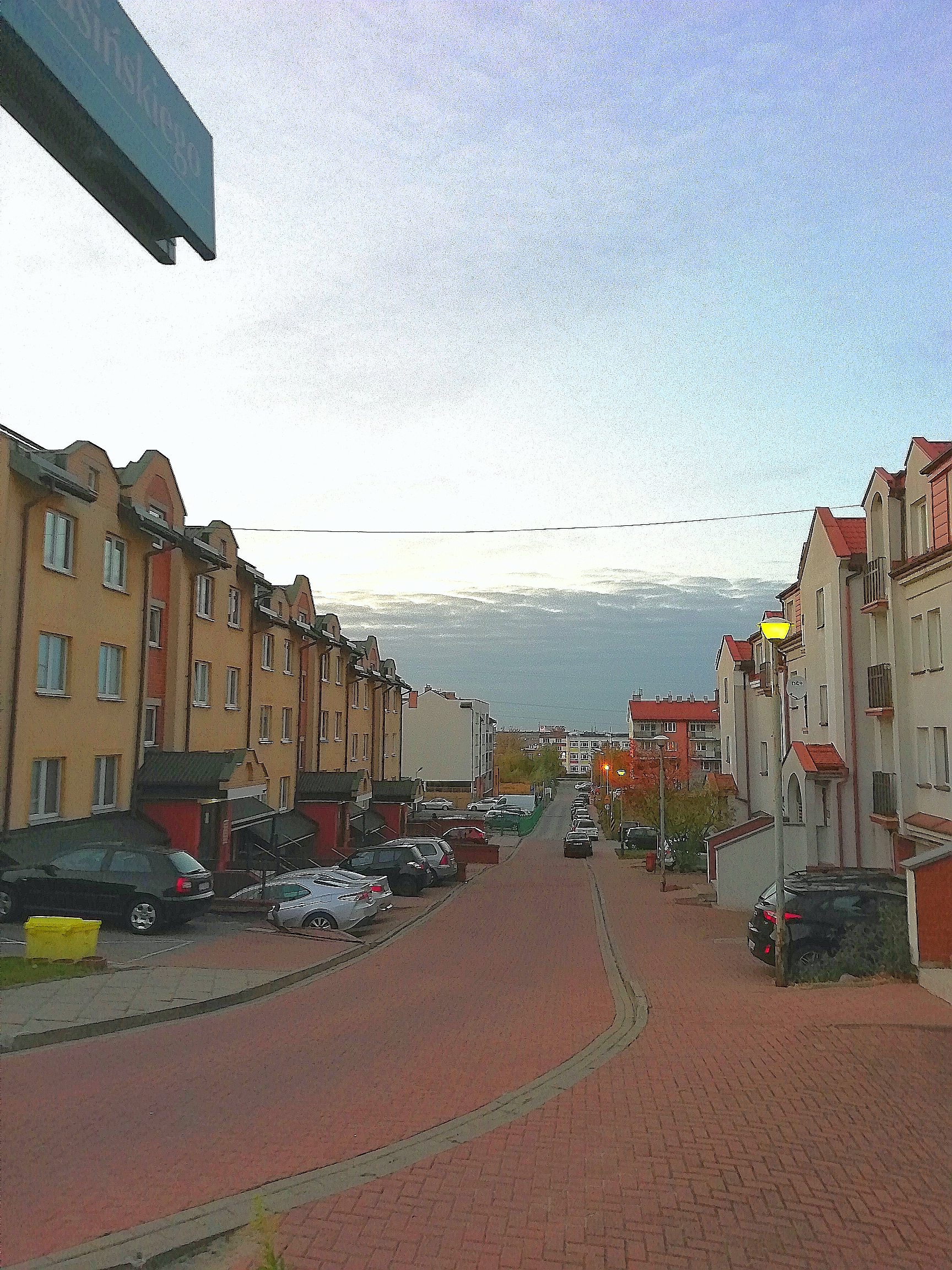
Ulica Tadeusza Jasińskiego na białostockim Nowym Mieście widok z ul. Zachodniej w kierunku ul. Transportowej

W czerwcu 2021 roku ogłoszono o odnalezieniu pamiątek po Tadeuszu Jasińskim m.in. w postaci zdjęcia bohatera z matką oraz jego portretu (monidło). Dzięki temu odkryciu dowiedziano się jak wyglądał bohaterski obrońca Grodna i uszczegółowiono okoliczności z nim związane. Fotografia została przekazana do ekspozycji Muzeum Pamięci Sybiru w Białymstoku.  